# Cesta do Canossy

Dobová miniatura

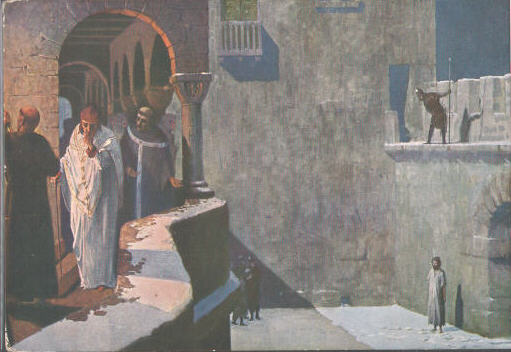
Papež Řehoř VII. a císař Jindřich IV. v Canosse. Moderní malba (z 30. let 20. stol.) německého malíře Michaela Zeno Diemera

Cestu do Canossy uskutečnil římský král Jindřich IV. v lednu 1077. Pěšky jako kajícník putoval ze Špýru přes Alpy do severoitalského hradu Canossa, aby zde u papeže Řehoře VII. vyprosil zrušení církevní klatby. Byl to vrcholný okamžik papežského triumfu ve sporu o investituru a úsloví „cesta do Canossy“ se často používá i jako metafora pro ponižující prosbu o milost.

## Příčiny
V 11. století vyvrcholil zápas mezi papežstvím a císařstvím o tzv. investituru, tedy obsazovaní církevních úřadů. Když papež Řehoř VII. vydal svůj Dictatus papae, ve kterém shrnul svoje cíle, které sledovaly odstranění laické investitury, reagoval římský král Jindřich IV. (*1050, vládl 1056–1106) svoláním synody říšského duchovenstva, na kterém prohlásil Řehoře za sesazeného a popřel platnost Dictatu. Papež reagoval klatbou a zprostil Jindřichovy poddané podřízenosti. Šlechta v Říši využila této situace, která krále oslabovala a dala králi roční ultimatum, během kterého se měl smířit s papežem, jinak si zvolí nového krále.

## Canossa
Když Jindřich dorazil v lednu 1077 před hrad hraběnky Matyldy Toskánské, čekal v rouchu kajícníka naboso ve sněhu tři dny, než jej Řehoř přijal. 28. ledna pak papeže požádal o odpuštění a omluvil se mu. Papež z Jindřicha následně sňal klatbu. Během Jindřichova návratu do Německa, v březnu 1077 ale říšská šlechta zvolila vzdorokrále Rudolfa z Rheinsfeldenu. Nastala občanská válka, Jindřich se opět dostal do papežské klatby tři roky po Canosse, v roce 1080 také nechal zvolit svého vzdoropapeže Klimenta III.

## Konkordát wormský
Papež Řehoř VII. zemřel v Salernu v roce 1085, krátce poté, co Jindřich IV. dobyl Řím a nechal se korunovat císařem. Spor o investituru v Říši byl ukončen až za vlády Jindřicha V. v roce 1122, kdy byl ve Wormsu přijat konkordát, který investituru rozdělil na část laickou a duchovní. Spory papežství a císařství ale provázely i vládu štaufského rodu ve 12. a 13. století a i v této době docházelo k volbám vzdoropapežů a vzdorokrálů. Obdobná opatření, jakým byl konkordát, byla již na počátku 12. století učiněna také ve Francii a Anglii.